# Vivetta Jagodina
Vivetta Stepanovna Jagodina (in russo Виветта Степановна Ягодина?; 1923 – ...) è stata una schermitrice sovietica, vincitrice di una medaglia d'oro ai campionati mondiali di scherma.